# Lorito-mascarado
O lorito-mascarado (Cyclopsitta diophthalma), habita principalmente em florestas na Nova Guiné e ilhas, mas também é encontrado em comunidades isoladas ao longo da costa tropical australiana, a leste da Cordilheira australiana. Com um comprimento total médio de cerca de 14 cm (5.5 in), é o menor papagaio da Austrália.

## Subespécies
- Cd. aruensis
- Cd. coccineifrons
- Cd. coxeni [2]
- Cd. dioftalma
- Cd. inseparabilis
- Cd. macleayana
- Cd. marshalli
- Cd. virago

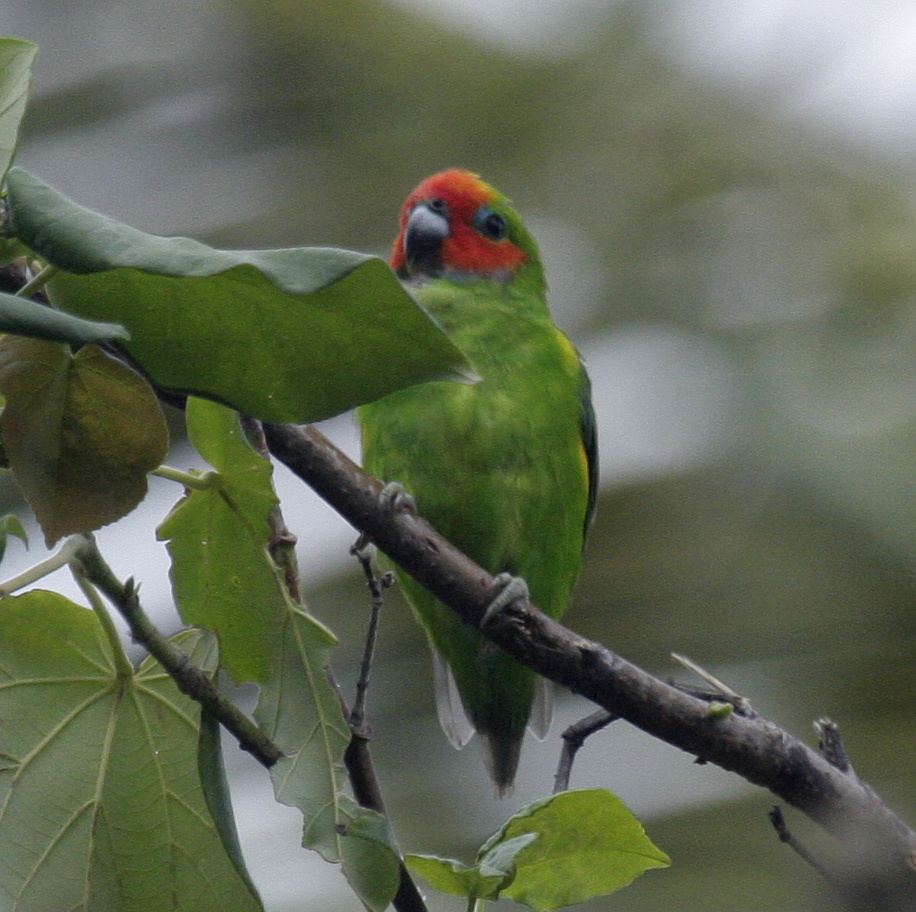
Masculino C. d. marshalli
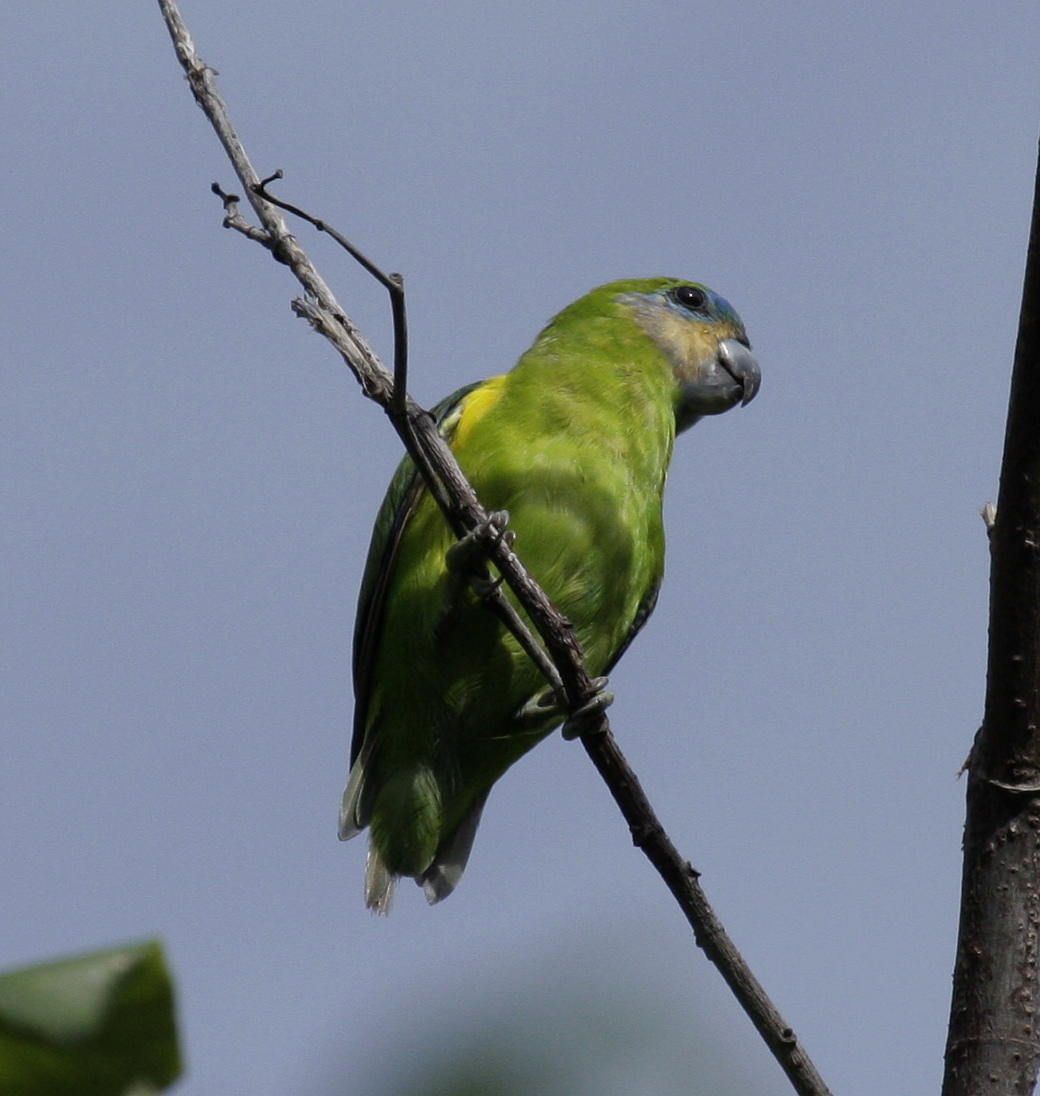
Fêmea C. d. marshalli da Península do Cabo York, Austrália
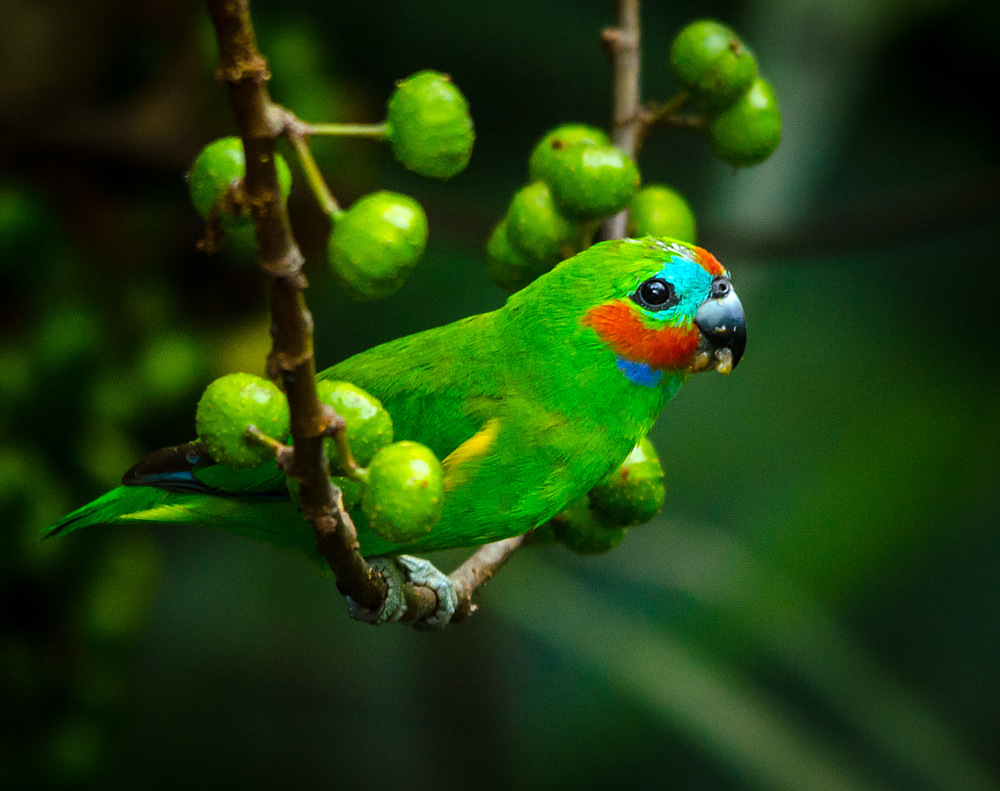
Masculino C. d. macleayana no Daintree National Park, Queensland, Austrália
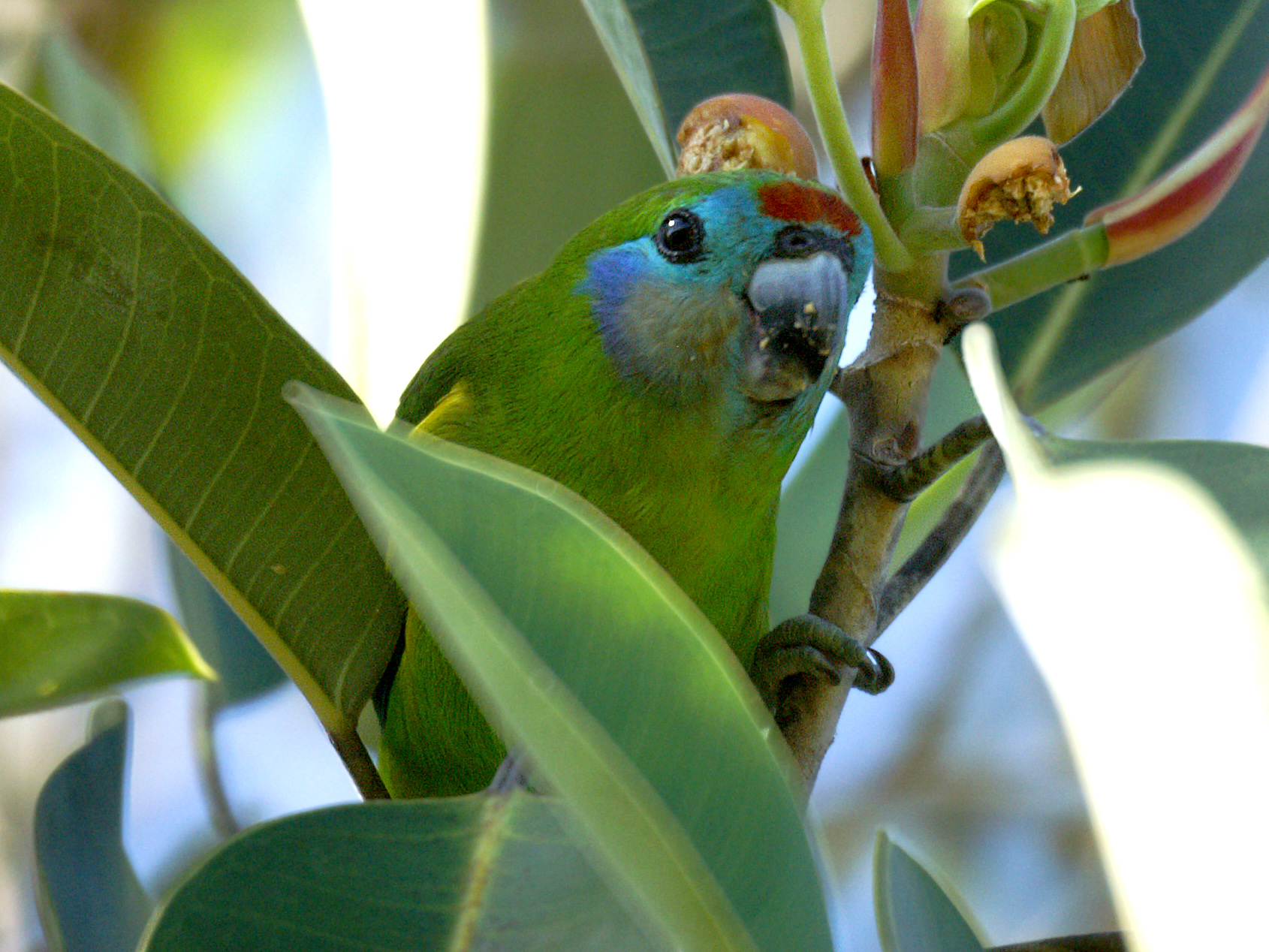
Fêmea C. d. macleayana em Cairns, Queensland, Austrália